# Adult FriendFinder
Adult FriendFinder (AFF) ist eine US-amerikanische Internet-Kontaktbörse für Sexualkontakte der Penthouse Media Group.
Im Gegensatz zu vergleichbaren Kontaktbörsen müssen Frauen die Premium-Mitgliedschaften kostenpflichtig erwerben. Eigenen Angaben zufolge hat die Kontaktbörse weltweit über 40 Millionen Mitglieder.

## Geschichte
Die Webseite wurde 1996 vom US-Amerikaner Andrew Conru erst als herkömmliche Online-Dating-Plattform unter dem Namen „FriendFinder“ im kalifornischen Palo Alto gegründet (ein Jahr nach der nichtkommerziellen Craigslist) und gehört damit zu den länger bestehenden Internet-Kontaktbörsen. Als der Gründer merkte, dass viele Nutzer freizügige Fotos hochladen, hat er die Webseite kopiert und „Adult-Friendfinder“ genannt. Die beiden Dating-Plattformen existieren heute parallel. Schnell folgten auch weitere Seiten, die die Erotik-Nische bedienen, unter anderem Alt.com, Bondage.com und Outpersonals.com für Homosexuelle. Seit 2000 gibt es eine deutsche Version.
Conru verkaufte das Unternehmen 2007 für 500 Millionen Dollar an die Penthouse Group. Im September 2013 hat das Unternehmen seine Zahlungsunfähigkeit nach Chapter 11 des Amerikanischen Insolvenzrechtes angemeldet und bekanntgegeben. Die Schulden des Unternehmens beliefen sich auf 411 Millionen Dollar. Durch den Insolvenzantrag wollte das Friendfinder Netzwerk die bestehenden Schulden um 255 Mio. Euro reduzieren. Adult Friendfinder ist von der Insolvenz nicht betroffen und kann weiter genutzt werden.
Laut Alexa-Ranking war „Adult FriendFinder“ im September 2008 auf Rang 46 der meistbesuchten Websites weltweit, in Deutschland auf Rang 70, im November 2013 in den USA auf Rang 327, in Deutschland auf Rang 1130 und weltweit auf Rang 488.

## Datenlecks 2015 und 2016
Im Jahr 2015 wurde Adult FriendFinder gehackt, 3,9 Millionen Kunden waren vom Datenleck betroffen. Bei den Daten handelt es sich um die E-Mail-Adressen, Geburtsdaten, Teile der Postadresse, sexuellen Vorlieben. Weitere Daten waren das Geschlecht, Region, IP-Adressen, Ethnie, Beziehungsstatus, sexuelle Orientierungen, gesprochene Sprache und die Nutzernamen. Aus diesen Daten konnte man mit Hilfe einer Suchmaschine zum Teil die Klarnamen und Adressen der Nutzer herausfinden. Die Datenbank zirkulierte im Internet.
Im November 2016 berichteten Medien über ein weiteres Datenleck. Diesmal waren die Datenbanken des FriendFinder Networks betroffen, zu diesem Adult FriendFinder gehört. Demnach wurde das Network im Oktober 2016 gehackt, allein bei Adult Friendfinder seien knapp 340 Millionen Kunden betroffen. Bei den Daten handelt es sich um Nutzernamen, E-Mail-Adressen und Daten des jeweils letzten Website-Besuchs der Nutzer (IP-Adresse, VIP-Mitgliedschaft, Browser-Einstellung) und ob der Nutzer etwas gekauft hatte. Auch erbeuteten die Hacker die jeweiligen Passwörter, die teilweise im Klartext vorlagen oder mit der unsicheren SHA-1-Funktion gehasht wurden.

## Kritik
Ob die von den Betreibern angegebene Geschlechterverteilung korrekt ist, ist Gegenstand andauernder Diskussionen. Außerdem existieren Berichte, laut denen verwaiste Benutzerprofile bewusst in der Benutzerdatenbank belassen werden und es sich bei einer auch für derartige Plattformen ungewöhnlich großen Anzahl Mitglieder um professionelle Prostituierte handelt, die „Kunden“ suchen, also ab einem bestimmten Zeitpunkt der Kontaktanbahnung Geld verlangen. Bei anderen Profilen wiederum handelt es sich um 'scam', also um gefälschte und mit aus dem Internet heruntergeladenen Profilbildern versehene Profile, die dazu dienen E-Mail-Adressen abzugreifen oder Mitglieder für andere Webseiten zu interessieren.
Wie bei den meisten Dating-Diensten gibt es die Möglichkeit einer kostenlosen Mitgliedschaft (Basis-Profil), jedoch berichten Tausende von Benutzern von Problemen mit den kostenlosen als auch mit den bezahlpflichtigen Mitgliedschaften. Eine freie Mitgliedschaft berechtigt lediglich zum Anlegen eines eigenen Profils, nicht jedoch zur Kontaktaufnahme mit anderen Mitgliedern, wofür eine Silber- oder Goldmitgliedschaft notwendig ist. Unter den ex-Mitgliedern berichten viele von zu starken Einschränkungen, die sie daran gehindert haben die Seite effektiv zu benutzen. 2004 und 2005 erhob ein mutmaßlicher früherer Mitarbeiter auf „the Ripoff Report“ schwere Anschuldigungen bezüglich irreführender und illegaler Praktiken gegen die Betreiber. Er berichtet unter anderem von einer künstlichen Aufblähung der Mitgliederdatenbank durch gefälschte Profile, Vortäuschen von Chat-Aktivität durch computergenerierte Chatnachrichten (absetzen von Chatnachrichten aus den Archiven der Chat-Anwendung) und Programme, die E-Mails von gefälschten Profilen versenden.